# Francesco Caputo
Francesco Caputo (Altamura, provincia de Bari, 6 de agosto de 1987) es un exfutbolista italiano que jugaba de delantero.

## Selección nacional
Fue internacional con la selección de fútbol de Italia. Debutó el 7 de octubre de 2020 en un amistoso ante Moldavia que ganó Italia por 6-0 y anotó un gol.

## Clubes
| Club                            | Temporada     | Div.          | Liga  | Liga  | Copas | Copas | Total | Total |
| Club                            | Temporada     | Div.          | Part. | Goles | Part. | Goles | Part. | Goles |
| ------------------------------- | ------------- | ------------- | ----- | ----- | ----- | ----- | ----- | ----- |
| A. S. Bari · Italia             | 2008-09       | 2.ª           | 27    | 10    | 0     | 0     | 27    | 10    |
| U. S. Salernitana 1919 · Italia | 2009-10       | 2.ª           | 36    | 6     | 2     | 1     | 38    | 7     |
| U. S. Salernitana 1919 · Italia | Total club    | Total club    | 36    | 6     | 2     | 1     | 38    | 7     |
| A. S. Bari · Italia             | 2010-11       | 1.ª           | 12    | 1     | 3     | 1     | 15    | 2     |
| S. S. Robur Siena · Italia      | 2010-11       | 2.ª           | 14    | 3     | 0     | 0     | 14    | 3     |
| S. S. Robur Siena · Italia      | Total club    | Total club    | 14    | 3     | 0     | 0     | 14    | 3     |
| F. C. Bari 1908 · Italia        | 2011-12       | 2.ª           | 28    | 9     | 3     | 1     | 31    | 10    |
| F. C. Bari 1908 · Italia        | 2012-13       | 2.ª           | 36    | 17    | 1     | 0     | 37    | 17    |
| F. C. Bari 1908 · Italia        | 2013-14       | 2.ª           | 0     | 0     | 0     | 0     | 0     | 0     |
| F. C. Bari 1908 · Italia        | 2014-15       | 2.ª           | 38    | 10    | 0     | 0     | 38    | 10    |
| F. C. Bari 1908 · Italia        | Total club    | Total club    | 141   | 47    | 7     | 2     | 148   | 49    |
| Virtus Entella · Italia         | 2015-16       | 2.ª           | 40    | 17    | 0     | 0     | 40    | 17    |
| Virtus Entella · Italia         | 2016-17       | 2.ª           | 40    | 18    | 1     | 0     | 41    | 18    |
| Virtus Entella · Italia         | 2017-18       | 2.ª           | 0     | 0     | 1     | 0     | 1     | 0     |
| Virtus Entella · Italia         | Total club    | Total club    | 80    | 35    | 2     | 0     | 82    | 35    |
| Empoli F. C. · Italia           | 2017-18       | 2.ª           | 41    | 26    | 0     | 0     | 41    | 26    |
| Empoli F. C. · Italia           | 2018-19       | 1.ª           | 38    | 16    | 1     | 0     | 39    | 16    |
| Empoli F. C. · Italia           | Total club    | Total club    | 79    | 42    | 1     | 0     | 80    | 42    |
| U. S. Sassuolo Calcio · Italia  | 2019-20       | 1.ª           | 36    | 21    | 1     | 0     | 37    | 21    |
| U. S. Sassuolo Calcio · Italia  | 2020-21       | 1.ª           | 25    | 11    | 0     | 0     | 25    | 11    |
| U. S. Sassuolo Calcio · Italia  | 2021-22       | 1.ª           | 2     | 0     | 0     | 0     | 2     | 0     |
| U. S. Sassuolo Calcio · Italia  | Total club    | Total club    | 63    | 32    | 1     | 0     | 64    | 32    |
| U. C. Sampdoria · Italia        | 2021-22       | 1.ª           | 36    | 11    | 2     | 0     | 38    | 11    |
| U. C. Sampdoria · Italia        | 2022-23       | 1.ª           | 5     | 1     | 1     | 0     | 6     | 1     |
| U. C. Sampdoria · Italia        | Total club    | Total club    | 41    | 12    | 3     | 0     | 44    | 12    |
| Total carrera                   | Total carrera | Total carrera | 454   | 177   | 16    | 3     | 470   | 180   |

## Palmarés

### Títulos nacionales
| Título  | Club            | País   | Año     |
| ------- | --------------- | ------ | ------- |
| Serie B | F. C. Bari 1908 | Italia | 2008-09 |
| Serie B | Empoli F. C.    | Italia | 2017-18 |